# São Francisco de Goiás
| São Francisco de Goiás                      | São Francisco de Goiás                              |
| ------------------------------------------- | --------------------------------------------------- |
|                                             |                                                     |
| Wappen                                      | Flagge                                              |
| Wappen von São Francisco de Goiás unbekannt | Flagge von São Francisco de Goiás unbekannt         |
| Karte                                       |                                                     |
|                                             |                                                     |
| Basisdaten                                  |                                                     |
| Staat:                                      | Brasilien (BRA)                                     |
| Verwaltungsgliederung:                      | Mittelwesten                                        |
| Bundesstaat:                                | Goiás (GO)                                          |
| Mesoregion:                                 | Zentral-Goiás                                       |
| Mikroregion:                                | Anápolis                                            |
| Angrenzende Gemeinden:                      | Jaraguá, Pirenópolis, Petrolina de Goiás, Jesúpolis |
| Distanz zu Goiânia:                         | 102 km                                              |
| Geografische Lage:                          | 15° 56′ S, 49° 16′ W                                |
| Zeitzone:                                   | UTC-3 Sommer: UTC-2                                 |
| Höhe:                                       | 747 m ü. NN                                         |
| Fläche:                                     | 339,368 km²                                         |
| Einwohner:                                  | 6.117                                               |
| Bevölkerungsdichte:                         | 18,0 Einwohner / km²                                |
| Telefonvorwahl:                             | +55 62                                              |
| Postleitzahl (CEP):                         | 75490-000                                           |
| Adresse der Stadtverwaltung:                | Av. Oto Cardoso de Paiva, 810 Vila Souzânia         |
| Offizielle Website:                         |                                                     |
| Jahrestag:                                  | 8. September                                        |
| Gemeindegründung:                           | 1953                                                |
| Politik                                     |                                                     |
| Bürgermeister:                              | Cleuton Gomes de Moura (UNIÃO)                      |
| Vize-Bürgermeister:                         |                                                     |

São Francisco de Goiás ist eine brasilianische politische Gemeinde im Bundesstaat Goiás.
Sie liegt westlich der brasilianischen Hauptstadt Brasília und 102 km nordöstlich von Goiânia, der Hauptstadt des Bundesstaates, in der Mesoregion Zentral-Goiás und in der Mikroregion Anápolis.

## Geographische Lage
São Francisco de Goiás grenzt an die Gemeinden:
- im Norden an Jaraguá
- im Osten an Pirenópolis
- im Süden an Petrolina de Goiás
- im Westen an Jesúpolis

São Francisco de Goiás liegt an der brasilianischen Bundesstraße BR-153 (Brasília - Belém).